# Micragone herilla
Micragone herilla är en fjärilsart som beskrevs av John Obadiah Westwood 1849. Micragone herilla ingår i släktet Micragone och familjen påfågelsspinnare. Inga underarter finns listade i Catalogue of Life.